# Stenotarsus globosus
Stenotarsus globosus är en skalbaggsart som beskrevs av Guérin-Méneville 1857. Stenotarsus globosus ingår i släktet Stenotarsus och familjen svampbaggar. Inga underarter finns listade i Catalogue of Life.